# Pedicularis albiflora
Pedicularis albiflora är en snyltrotsväxtart som beskrevs av David Prain. Pedicularis albiflora ingår i släktet spiror, och familjen snyltrotsväxter. Inga underarter finns listade i Catalogue of Life.